# Всесвітня федерація демократичної молоді
Всесвітня федерація демократичної молоді (ВФДМ) — міжнародна організація молодіжних союзів (різних релігійних поглядів, різного соціального походження, раси, національностей) переважно лівої ідейно-політичної орієнтації. Створена на Всесвітній конференції молоді в Лондоні, яка проходила з 29 жовтня по 10 листопада 1945. Безпосередню участь у роботі конференції брала й молодіжна організація УРСР.
Вищий орган ВФДМ — Асамблея членських організацій (до 1957 Конгрес молоді). Виконавчі органи — Виконком та Бюро.
1989 ВФДМ об'єднувала понад 270 молодіжних організацій із 115 країн світу. Федерація стала ініціатором всесвітніх форумів, конференцій, зустрічей молодіжних і студентських організацій, стояла біля витоків всесвітнього фестивального руху. З її ініціативи було проведено 13 Всесвітніх фестивалів молоді та студентів. Активну участь у цих міжнародних заходах брала ЛКСМУ. 1984 року в Києві проходив тиждень солідарності з боротьбою народів і молоді країн Центральної Америки; 1986 в Києві відбувся I Міжнародний молодіжний фестиваль «Пісня в боротьбі за мир».
У зв'язку з розвалом світової соціалістичної системи ВФДМ на початку 1990-х років фактично перестала існувати[джерело?].